# Отто Премінґер
О́тто Лю́двіґ Пре́мінґер (або Премінджер, нім. Otto Ludwig Preminger; 5 грудня 1905, Вижниця, Австро-Угорщина — 23 квітня 1986, Нью-Йорк, США) — австро-американський режисер, актор і продюсер, відомий своїми кінороботами 1930-70-х років.

## Біографія
Отто Премінґер народився 5 грудня 1905 року у Вижниці у відомій єврейській сім'ї. Його батько, успішний юрист, деякий час був генеральним прокурором Австро-угорської імперії. Як і його батько, Отто разом зі своїм братом Інгвальдом (що також став відомим кінопродюсером) навчався на юриста і в 1926 році здобув ступінь доктора. В цей час він захопився театром і став актором і асистентом режисера Макса Рейнгардта в Театрі у Йозефштадті. 1931 року він знімає свій перший фільм «Велика любов» (нім. «Die große Liebe»).
У жовтні 1935 року, за три роки до аншлюсу Австрії до нацистської Німеччини, Премінґер емігрує до США. В серпні 1943 року Премінґер отримав американське громадянство.

## Творча кар'єра
За час своєї творчої кар'єри, що тривала п'ять десятиліть, Премінґер поставив майже 40 художніх фільмів. Першим великим успіхом Премінґера став фільм нуар «Лора» (1944), за яким вийшла серія стильних нуарових трилерів, як-от «Пропащий ангел» (1945) і «Там, де закінчується тротуар» (1950).
З 1953 року Премінґер став одним з перших незалежних кінопродюсерів і саме з цією стороною діяльності Премінґера пов'язані його популярність і значення для кіно США. Премінґер не боявся давати роботу кінематографістам, занесеним до списків неблагонадійних елементів і постійно кидав виклик голлівудським канонам, поставивши низку фільмів, які істотно розширили рамки цензурних обмежень, що існували на той час в голлівудському кіно і відкрито ставили багато заборонених тем. Серед таких фільмів: «Синій місяць» (1953, відкрите обговорення тим позашлюбних зв'язків, невинності та вагітності), «Людина із золотою рукою» (1955, перший голлівудський фільм про наркоманію), «Анатомія вбивства» (1959, зґвалтування), «Рада та згода» (1962, гомосексуальність), «Банні Лейк зникла» (1965, інцест). Також Премінґер добився значного успіху з «чорними» кіномюзиклами «Кармен Джонс» (1954) та «Поргі і Бесс» (фільм, у якому всі ролі грали темношкірі актори, 1959).
У 1960-і роки Премінґер звернувся до епічного жанру, поставивши масштабні історичні полотна «Вихід» (1960), «Кардинал» (1963) і «Небезпечними водами» (1965).
Премінґера було двічі номіновано на Оскар як найкращого режисера за фільми «Лора» і «Кардинал», і один раз — як продюсер за найкращий фільм «Анатомія вбивства».
Премінґер був тричі одружений.

## Обрана фільмографія

### Режисер
- 1931 — Велике кохання / Die große Liebe
- 1936 — Зачарований тобою / Under Your Spell
- 1937 — Обережно, любов за роботою / Danger — Love at Work
- 1938 — Викрадений / Kidnapped
- 1943 — Допуск на помилку / Margin for Error
- 1944 — Тим часом, люба / In the Meantime, Darling
- 1944 — Лора / Laura
- 1945 — Королівський скандал / A Royal Scandal
- 1945 — Пропащий ангел / Fallen Angel
- 1946 — Літо століття дня незалежності / Centennial Summer
- 1947 — Амбер назавжди / Forever Amber
- 1947 — Дейзі Кеньйон / Daisy Kenyon
- 1948 — Ця пані в горностаях / That Lady in Ermine
- 1949 — Віяло / The Fan
- 1949 — Вир / Whirlpool
- 1950 — Там, де закінчується тротуар / Where the Sidewalk Ends
- 1951 — Тринадцятий лист / The 13th Letter
- 1952 — Ангельське обличчя / Angel Face
- 1953 — Синій місяць / The Moon Is Blue
- 1954 — Ріка, не поточна назад / River of No Return
- 1954 — Кармен Джонс / Carmen Jones
- 1955 — Людина із золотою рукою / The Man with the Golden Arm
- 1955 — Трибунал Біллі Мітчелла / The Court-Martial of Billy Mitchell
- 1957 — Свята Жанна / Saint Joan
- 1958 — Здрастуй, смуток / Bonjour tristesse
- 1959 — Поргі та Бесс / Porgy and Bess
- 1959 — Анатомія вбивства / Anatomy of a Murder
- 1960 — Вихід / Exodus
- 1962 — Рада та згода / Advise and Consent
- 1963 — Кардинал / The Cardinal
- 1965 — Небезпечними водами / In Harm's Way
- 1965 — Банні Лейк зникла / Bunny Lake Is Missing
- 1967 — Поквап захід / Hurry Sundown
- 1968 — Роби ноги / Skidoo
- 1970 — Скажи, що ти любиш мене, Джуні Мун / Tell Me That You Love Me, Junie Moon
- 1971 — Такі хороші друзі / Such Good Friends
- 1975 — Рожевий пу́п'янок / Rosebud
- 1979 — Людський фактор / The Human Factor

### Актор
- 1942 — Щуролов / The Pied Piper — майор Діссен
- 1943 — Допуск на помилку / Margin for Error — Карл Баумер
- 1943 — Мене накрили / They Got Me Covered — Отто Фаушайм
- 1945 — Куди ми звідси підемо? / Where Do We Go from Here? — генерал Раль
- 1953 — Табір для військовополонених № 17 / Stalag 17 — полковник фон Шербах
- 1977 — Гоббіт (мультфільм) / The Hobbit — король ельфів

### Продюсер
- 1944 — Тим часом, люба / In the Meantime, Darling
- 1944 — Лора / Laura
- 1945 — Пропащий ангел / Fallen Angel
- 1946 — Літо століття дня незалежності / Centennial Summer
- 1947 — Дейзі Кеньйон / Daisy Kenyon
- 1949 — Віяло / The Fan
- 1949 — Вир / Whirlpool
- 1950 — Там, де закінчується тротуар / Where the Sidewalk Ends
- 1951 — Тринадцятий лист / The 13th Letter
- 1952 — Ангельське обличчя / Angel Face
- 1953 — Синій місяць / The Moon Is Blue
- 1954 — Кармен Джонс / Carmen Jones
- 1955 — Людина із золотою рукою / The Man with the Golden Arm
- 1957 — Святая Жоанна / Saint Joan
- 1958 — Здраствуй, смуток / Bonjour tristesse
- 1959 — Анатомія вбивства / Anatomy of a Murder
- 1960 — Вихід / Exodus
- 1962 — Рада та згода / Advise and Consent
- 1963 — Кардинал / The Cardinal
- 1965 — Небезпечними водами / In Harm's Way
- 1965 — Банні Лейк зникає / Bunny Lake Is Missing
- 1967 — Поквап захід / Hurry Sundown
- 1968 — Роби ноги / Skidoo
- 1970 — Скажи, що ти любиш мене, Джуни Мун / Tell Me That You Love Me, Junie Moon
- 1971 — Такі хороші друзі / Such Good Friends
- 1975 — Рожевий пу́п'янок / Rosebud
- 1979 — Людський фактор / The Human Factor

## Визнання і нагороди

### Перемоги
- Венеційський кінофестиваль
  - Приз за фільм «Анатомія вбивства»
- Берлінський кінофестиваль
  - 1955 — Бронзовий ведмідь за фільм «Кармен Джонс»
- Кінофестиваль в Локарно
  - 1955 — Приз за фільм «Кармен Джонс»

### Номінації
- Премія «Оскар»
  - 1944 — Найкращий режисер (за фільм «Лора»)
  - 1959 — Найкращий фільм (за фільм «Анатомія вбивства»)
  - 1963 — Найкращий режисер (за фільм «Кардинал»)
- Золотий глобус
  - 1960 — Найкращий режисер (за фільм «Анатомія вбивства»)
  - 1964 — Найкращий режисер (за фільм «Кардинал»)
- BAFTA
  - 1959 — Найкращий фільм (за фільм «Анатомія вбивства»)